# Caratteristiche tecniche della Lancia Aurelia autotelai
Caratteristiche tecniche delle Lancia Aurelia autotelai

## Autotelai B50-B51
- - Periodo di produzione: dall'inizio 1950 al gennaio 1952
  - Modelli:
    - tipo B50, autotelaio per carrozzerie fuoriserie, con guida a destra
    - tipo B51, autotelaio per carrozzerie fuoriserie più pesanti (station wagon e simili) con guida a destra

  - Motore: tipo B10
  - Numerazione progressiva:
    - tipo B50: da 1001 a 1485
    - tipo B51: da 1001 a 1099

  - Unità prodotte:
    - tipo B50: 485
    - tipo B51: 99
    - totale 584

  - Caratteristiche principali:
 motore : anteriore a 6 cilindri a V di 1754,90 cm³, potenza 56 HP a 4000 giri, valvole in testa; struttura : autotelaio a piattaforma, sospensioni anteriore e posteriore a ruote indipendenti;trasmissione con trazione alle ruote posteriori, cambio a 4 rapporti+retromarcia;dimensioni e peso: passo cm 291, lunghezza e larghezza del telaio non carrozzato cm 409 e cm 146 rispettivamente, peso Kg 770 circa;velocità max: compresa fra 120 e 135 km/h a seconda della carrozzeria montata e del rapporto al ponte adottato.

Contemporaneamente alla berlina B10, vengono immessi sul mercato gli autotelai “nudi” per i carrozzieri, in due versioni leggermente diverse tra di loro: il B50, che definiremmo “normale”, ed il B51, più adatto per ospitare carrozzerie più pesanti. Le differenze sono minime: il B51 monta gomme di maggiori dimensioni e un rapporto al ponte più “corto”.
Per il resto, i due autotelai sono identici e montano il motore da 1,8 litri della B10. I due autotelai, naturalmente, sono del tipo a piattaforma.

Da notare che Pininfarina, Stabilimenti Farina e Viotti mettono in produzione – sia pure in quantità limitate – le rispettive versioni Cabriolet, Coupé e Giardinetta (Station Wagon), che la Lancia inserisce nel suo listino ufficiale. Le Cabriolet e le Coupé sono realizzate sull'autotelaio B50, mentre la Station di Viotti è costruita sul B51. Alla resa dei conti, le Coupé degli Stabilimenti Farina costruite sono pochissime, mentre la produzione di Cabriolet e di Giardinette raggiunge quantità più rilevanti: Pininfarina costruisce poco meno di trecento cabriolet (265  “normali” ed una ventina in “allestimento speciale”), mentre le giardinette di Viotti sfiorano la cinquantina (47 o 48 a seconda delle fonti). Gli altri autotelai B50 sono utilizzati da quasi tutti i maggiori carrozzieri italiani (Allemano, Balbo, Boneschi, Canta, Ghia, Pininfarina, Stabilimenti Farina, Vignale)  per realizzare le rispettive fuoriserie, mentre i B51 non impiegati da Viotti servono da base per le berline di maggior mole e, pare, per due station wagon (una realizzata dalla carrozzeria Monterosa, l'altra da un carrozziere ignoto). 

In corso di produzione, una sola la modifica di un certo rilievo: l'aumento del valore del rapporto di compressione, da 6,85:1 a 7,00:1

Il successo di questi autotelai è buono ma non eccezionale: ne hanno frenato la diffusione la relativamente modesta potenza del motore (che penalizza le prestazioni) ed i prezzi praticati dai carrozzieri, che sono piuttosto elevati e che in qualche caso raggiungono valori che sono doppi rispetto a quelli della berlina di serie.
| Caratteristiche tecniche Lancia Aurelia autotelaio 1755 cm³ - mod. B50-B51 | |
| Motore                                                                     | tipo "B10"; anteriore, longitudinale, monoblocco; blocco motore in lega leggera, canne cilindri in ghisa (ricambiabili), pistoni in lega d'alluminio, con cinque anelli (tre di compressione e due raschiaolio). testate in lega d'alluminio con sedi delle valvole in ghisa; camere di scoppio emisferiche; albero motore (molto corto) in acciaio speciale, temprato, contrappesato e ruotante su 4 supporti in bronzo; bielle in acciaio stampato; diametro dei perni di banco 55 mm, diametro dei perni di manovella di 45 mm, cuscinetti di banco e di biella in bronzo, guarniti d'antifrizione; collettore di aspirazione riscaldato dall'acqua del radiatore. Il motore è fissato alla scocca su quattro blocchi di gomma, necessari a garantire la migliore trasmissione al gruppo frizione-cambio-differenziale posizionato al retrotreno; peso del motore senza acqua e senza olio, ma completo di dinamo e motorino di avviamento Kg 145.                                                                  |
| Numero e posizione cilindri                                                | 6 cilindri a V (60°). |
| Cilindrata                                                                 | cmc 1754,90 (alesaggio mm 70,00 - corsa mm 76,00). |
| Distribuzione                                                              | albero a camme centrale (posto cioè nell'angolo formato dalle due file di cilindri) mosso da una catena doppia, a rulli (mantenuta in tensione da un pignone il cui supporto, scorrevole, è caricato dalla pressione esistente nei condotti di lubrificazione del motore); valvole in testa, inclinate di 26° rispetto all'asse del cilindro, azionate da bilancieri (in acciaio speciale, molto corti) e da aste (tubolari, in duralluminio): ogni coppia di bilancieri è sopportata da un paio di cuscinetti in ghisa. Il registro del gioco del comando della valvola si effettua con vite a testa sferica e dado, sul braccio del bilanciere azionato dall'asta; gioco valvole: aspirazione mm 0,25-0,30, scarico mm 0,35-0,40. Messa in fase della distribuzione: a) aspirazione: inizio apertura 16° prima del P.M.S. (Punto Morto Superiore), fine chiusura 67° dopo il P.M.I. (Punto Morto Inferiore): b) scarico: inizio apertura: 60° (talune fonti:55°) prima del P.M.I., fine chiusura: 23° dopo il P.M.S. |
| Rapporto di compressione                                                   | 7,00:1 (6,85:1 nei primi esemplari). |
| Potenza max                                                                | 56 HP a 4.000 giri/minuto; il regime massimo possibile si aggira comunque attorno ai 4500-4700 giri/minuto. |
| Coppia massima                                                             | 10,8 mkg a 2500-3000 giri /minuto. |
| Lubrificazione                                                             | forzata, con pompa ad ingranaggi (azionata da un alberino verticale calettato sul retro dell'albero a camme) e valvola limitatrice della pressione; filtro del tipo “a cartuccia” sul lato sinistro del motore; capacità circuito circa Kg 4,5-5,0 ((più filtri e tubazioni); manometro pressione olio sul quadro strumentazione: la lancetta deve raggiungere il “normale” con vettura a 50 km/h in quarta velocità. |
| Raffreddamento                                                             | ad acqua, a circolazione forzata con pompa centrifuga (coassiale con il ventilatore), radiatore del tipo a lamelle, ventilatore ausiliario a 3 pale (diametro cm 35, comandato da una cinghia trapezoidale registrabile facendo ruotare la dinamo); l'impianto è regolato da due termostati, uno posto sulla tubazione (che ha il compito di non lasciar circolare l'acqua sino a quando non abbia raggiunto una certa temperatura) e l'altro posizionato sul radiatore (per comandare la persiana regolatrice, che si apre quando la temperatura dell'acqua sorpassa un determinato valore); capacità circuito (radiatore e motore) litri 10,5. |
| Accensione                                                                 | a spinterogeno; bobina Marelli B5; distributore d'accensione Marelli S53B (anticipo fisso 8°, anticipo automatico 34°); ordine d'accensione: 1-4-3-6-5-2; candele Marelli CW 175 F da mm 14x1,25 oppure Champion NA 8; apertura punta candele mm 0,6-0,7; apertura contatti distributore mm 0,3-0,4. |
| Alimentazione                                                              | carburatore invertito doppio corpo Solex 30AAI, munito di dispositivo d'avviamento (starter) e di arricchitore (che mantiene la miscela “ricca” finché il motore non si è scaldato).; pompa meccanica AC a membrana; filtri combustibile: nel serbatoio, nella pompa di mandata, nell'entrata del carburatore e, a bicchiere, tra la pompa di mandata ed il carburatore. Dati di regolazione del carburatore: diffusori mm 22-23, getti principali mm 1,10-1,15, getti del minimo 0,45, freno aria mm 2,70. |
| Impianto elettrico                                                         | a 12 Volt- batteria da 48/50 Ah- dinamo da 200 Watt (Marelli DN22A-200/12/1700D) |
| Trasmissione                                                               | trazione sulle ruote posteriori; frizione, cambio e differenziale in gruppo unico, ancorato al telaio e disposto al retrotreno (allo scopo di aumentare il peso gravante sulle ruote posteriori, diminuire quello gravante sulle ruote anteriori e migliorare l'abitabilità eliminando la protuberanza per il cambio tra gli occupanti del sedile anteriore). L'albero di trasmissione è in due tronchi, con tre supporti (due alle estremità ed uno centrale, tutti flessibili, con 6 settori di gomma. |
| Frizione                                                                   | frizione in blocco unico con cambio e differenziale (blocco unico disposto al retrotreno, come indicato alla voce “trasmissione”) monodisco a secco; corsa del pedale mm 15-20. |
| Cambio                                                                     | cambio in blocco con frizione e differenziale (blocco unico disposto al retrotreno, come indicato alla voce “trasmissione”) a 4 rapporti + retromarcia; scatola del cambio in lega leggera: ingranaggi della retromarcia e della prima marcia a denti dritti, tutti gli altri a denti inclinati e sempre in presa; II, III e IV marcia sincronizzate; rapporti: I=2,86:1;II=1,84:1;III=1,25:1;IV=0,86:1;RM=3,61:1; leva di comando al volante. |
| Rapporto al ponte                                                          | rapporto finale di riduzione, con coppia conica Gleason: a) B50=9/44 (4,889:1); b) B51=9/47 (5,222:1); in ogni caso, sulle Aurelia in genere possono essere montati rapporti con questi valori di riduzione: 4,222:1 (9/38) o 4,273:1 (11/47) o 4,375:1 (8/35) o 4,444:1 (9/40) o 4,454:1 (11/49) o 4,700:1 (10/47) o 4,889:1 (9/44) o 4,900:1 (10/49) o 5,222 (9/47). |
| Scocca                                                                     | autotelaio a piattaforma in acciaio. |
| Sospensioni ant.                                                           | a ruote indipendenti, assale forgiato, foderi telescopici a cannocchiale (sistema Lancia) con molle ad elica cilindriche ed ammortizzatori idraulici interni alle molle (regolabili tramite manette posizionate sulle sommità delle sospensioni); barra di accoppiamento tra le due ruote; dati assale anteriore; a) inclinazione asse fuso a snodo 1°7'- b) inclinazione ruote (camber) 1°51' – c) incidenza: -1° (negativa) – d) convergenza: mm 0-2 (misurata sul cerchio delle ruote). |
| Sospensioni post.                                                          | a ruote indipendenti, con bracci diagonali, molle a spirale cilindrica ed ammortizzatori idraulici a braccio esterno (sistema Armstrong). |
| Impianto frenante                                                          | freni d'esercizio (SABIF), a pedale, idraulici ed agenti sulle 4 ruote, con ceppi ad espansione; freno di stazionamento, a mano, meccanico ed agente sui tamburi delle ruote posteriori; i freni anteriori sono montati normalmente sulle ruote, quelli posteriori sono montati all'uscita dal gruppo frizione-cambio-differenziale; diametro dei tamburi (anteriori e posteriori) cm 28; larghezza dei ceppi dei freni cm 6; superficie totale frenante 1.400 cm2; la impugnatura del comando del freno a mano è posizionata sotto il cruscotto; serbatoio freni idraulici posto nel cofano motore, con quello della sospensione anteriore, munito di pompa di pressione costante e tappo di introduzione astina livello. |
| Sterzo                                                                     | sterzo è a vite senza fine e ruota elicoidale; snodi a sfere sul tirante di comando, boccole elastiche sul tirante di accoppiamento; rapporto tra vite e ruota 4/49; la posizione di guida normale è a destra, diametro del volante cm 42; diametro sterzata (dato riferito al modello B50 Cabriolet) mt 10,90; giri volante per sterzata completa (da tutto a destra a tutto a sinistra) 3 giri e 3/4. |
| Ruote                                                                      | a disco, in lamiera stampata; B50=cerchio da 165 x 400; B51=185 x 400 |
| Pneumatici                                                                 | misure: B50=165x400; B51=185x400; pressioni gonfiaggio: a) Cabriolet B50 Pininfarina= 1,50 kg/cm2 sia anteriormente che posteriormente; b) Giardinetta B51 Viotti= 1,40 kg/cm2 anteriormente e 1,60 kg/cm2 posteriormente |
| Passo                                                                      | cm 291,0. |
| Altezza minima da terra                                                    | B50=cm 15,0; B51=cm 16,0 |
| Carreggiate anter-poster                                                   | B50=cm 128,0 e cm 130,0 rispettivamente; B51=cm 129,7 e cm 132,6 rispettivamente |
| Lunghezza x larghezza x altezza                                            | a) autotelaio B50/B51=cm 409,0 x cm 146,0 (altezza: dato N.D.); b) Cabriolet B50 Pininfarina=cm 475,0 x cm 165,0 x cm 150,0 |
| Peso a vuoto                                                               | autotelaio Kg 770 circa; peso vetture carrozzate, in ordine di marcia: a) Cabriolet B50 Pininfarina=Kg 1240; b) Giardinetta B51 Viotti=Kg 1250-1300 circa |
| Serbatoio carburante                                                       | capacità litri 60, di cui 6 di riserva; indicatore livello sul quadro porta-apparecchi del cruscotto ed asta graduata per misurazione diretta (solidale col tappo introduzione carburante); rubinetto riserva a due posizioni (a sinistra= riserva esclusa; a destra=riserva inserita). |
| Velocità massima                                                           | a seconda del tipo e del peso della carrozzeria: compresa tra 120 e 135 km/h; le Cabriolet B50 di Pininfarina sono accreditate di una velocità massima di 130 km/h, mentre le Giardinette B51 hanno una velocità massima di 125 km/h. Le velocità massime (in Km/h) nelle varie marce sono comprese tra i seguenti valori: I=tra 36 e 40; II=tra 56 e 63; III=tra 83 e 93; IV=tra 120 e 135; retromarcia=tra 29 e 32 |
| Consumo                                                                    | medio, stimato, compreso tra 10,5 e 12,5 litri ogni 100 km a seconda del tipo e del peso della carrozzeria montata |
| Tassa di circolazione                                                      | Potenza fiscale in Italia CV 21; bollo di circolazione: nel 1952=Lire 39.000 nel 1955=Lire 66.300 |
| Prezzo in Italia                                                           | Prezzi al debutto, nel maggio 1950: Autotelaio nudo B50= Lire 1.240.000 Autotelaio nudo B51= Lire 1.240.000 Cabriolet B50 Pininfarina=Lire 2.600.000 Coupé B50 Stabilimenti Farina=Lire 2.600.000 Giardinetta B51 Viotti=Lire 2.250.000 Prezzi nel gennaio 1951: Autotelaio nudo B50=Lire 1.389.000 Autotelaio nudo B51=Lire 1.409.000 Cabriolet B50 Pininfarina=Lire 2.885.000 Coupé B50 Stabilimenti Farina=Lire 2.885.000 Giardinetta B51 Viotti=Lire 2.508.000 |
| Prezzo in Svizzera                                                         | nel marzo 1951: Cabriolet B50 Pininfarina=Franchi Svizzeri 23.400. |

## Autotelai B52-B53
- - Periodo di produzione: 
    - tipo B52: dall'inizio del 1952 alla fine del 1953
    - tipo B53: dall'inizio del 1952 alla fine del 1952

  - Modelli:
    - tipo B52, autotelaio per carrozzerie fuoriserie, con guida a destra
    - tipo B53, autotelaio per carrozzerie fuoriserie più pesanti (station wagon e simili) con guida a destra

  - Motore: tipo B21
  - Numerazione progressiva:
    - tipo B52: da 1001 a 1098
    - tipo B53: da 1001 a 1086

  - Unità prodotte:
    - tipo B52: 98
    - tipo B53: 86
    - totale: 184

  - Caratteristiche principali:
 motore : anteriore a 6 cilindri a V di 1990,97 cm³, potenza 69,5 HP a 4500 giri, valvole in testa; struttura : autotelaio a piattaforma, sospensioni anteriore e posteriore a ruote indipendenti;trasmissione con trazione alle ruote posteriori, cambio a 4 rapporti+retromarcia;dimensioni e peso: passo cm 291, lunghezza e larghezza del telaio non carrozzato cm 409 e cm 146 rispettivamente, peso Kg 785 circa;velocità max: compresa fra 133 e 145 km/h a seconda della carrozzeria montata e del rapporto al ponte adottato.

Nel 1952, forse un po' tardivamente, la Lancia monta sugli autotelai Aurelia da fornire ai carrozzieri, il più potente motore da 2 litri di cilindrata già adottato sulla berlina B21.
I nuovi autotelai, così equipaggiati, vengono denominati B52 e B53: il B52 sostituisce il B50 ed è l'autotelaio normale”, mentre il B53 sostituisce il B51 ed è quello destinato alle carrozzerie più ingombranti e pesanti.

Questi autotelai con motore due litri – la cui produzione non raggiunge neppure le 200 unità – vengono utilizzati, come i predecessori, dai più rinomati carrozzieri italiani ed anche da qualche carrozziere estero (quali gli elvetici Beutler e Worblaufen).
Su autotelaio B52, Pininfarina costruisce, tra le altre, quasi tutte le famose PF200 (di cui parliamo diffusamente a parte), mentre sono da segnalare il coupé Vignale del '53 disegnato da Giovanni Michelotti (e costruito in più esemplari anche leggermente diversi tra loro), ed il Ghia-Boano Junior, una coupé uscita in due versioni: la prima, del 1952, piuttosto convenzionale, e la “Boano-Junior 2” dell'anno dopo, che invece suscita sensazione per l'arditezza della linea (del muso in particolare). Da notare che anche quest'ultima “Junior” , costruita dalla Ghia, è però frutto del disegno di Felice Mario Boano, uno stilista che in quello stesso 1953, lasciata la Ghia, fonda una propria carrozzeria.
L'autotelaio B53 – sul quale Viotti costruisce ancora un paio di giardinette e che altri carrozzieri utilizzano per vetture di grossa mole – viene anche impiegato per un non meglio identificabile “uso militare”.
| Caratteristiche tecniche Lancia Aurelia autotelaio 1991 cm³ – mod. B52-B53 | |
| Motore                                                                     | tipo "B21"; anteriore, longitudinale, monoblocco; blocco motore in lega leggera, canne cilindri in ghisa (ricambiabili), pistoni in lega d'alluminio, con cinque anelli (tre di compressione e due raschiaolio). testate in lega d'alluminio con sedi delle valvole in ghisa; camere di scoppio emisferiche; albero motore (molto corto) in acciaio speciale, temprato, contrappesato e ruotante su 4 supporti in bronzo; bielle in acciaio stampato; diametro dei perni di banco 55 mm, diametro dei perni di manovella di 45 mm, cuscinetti di banco e di biella in bronzo, guarniti d'antifrizione; collettore di aspirazione riscaldato dall'acqua del radiatore. Il motore è fissato alla scocca su quattro blocchi di gomma, necessari a garantire la migliore trasmissione al gruppo frizione-cambio-differenziale posizionato al retrotreno; peso del motore senza acqua e senza olio, ma completo di dinamo e motorino di avviamento) Kg 150.                                                                 |
| Numero e posizione cilindri                                                | 6 cilindri a V (60°). |
| Cilindrata                                                                 | cmc 1990,97 (alesaggio mm 72,00 - corsa mm 81,50). |
| Distribuzione                                                              | albero a camme centrale (posto cioè nell'angolo formato dalle due file di cilindri) mosso da una catena doppia, a rulli (mantenuta in tensione da un pignone il cui supporto, scorrevole, è caricato dalla pressione esistente nei condotti di lubrificazione del motore); valvole in testa, inclinate di 26° rispetto all'asse del cilindro, azionate da bilancieri (in acciaio speciale, molto corti) e da aste (tubolari, in duralluminio): ogni coppia di bilancieri è sopportata da un paio di cuscinetti in ghisa. Il registro del gioco del comando della valvola si effettua con vite a testa sferica e dado, sul braccio del bilanciere azionato dall'asta; gioco valvole: aspirazione mm 0,25-0,30, scarico mm 0,35-0,40. Messa in fase della distribuzione: a) aspirazione: inizio apertura 16° prima del P.M.S. (Punto Morto Superiore), fine chiusura 67° dopo il P.M.I. (Punto Morto Inferiore): b) scarico: inizio apertura: 60° (talune fonti:55°) prima del P.M.I., fine chiusura: 23° dopo il P.M.S. |
| Rapporto di compressione                                                   | 7,80:1 |
| Potenza max                                                                | 69,5 HP a 4.500 giri/minuto; il regime massimo possibile è di 4.800 giri/minuto. |
| Coppia massima                                                             | 13 mkg a 2500-3000 giri /minuto. |
| Lubrificazione                                                             | forzata, con pompa ad ingranaggi (azionata da un alberino verticale calettato sul retro dell'albero a camme) e valvola limitatrice della pressione; filtro del tipo “a cartuccia” sul lato sinistro del motore; capacità circuito circa Kg 4,5-5,0 ((più filtri e tubazioni); manometro pressione olio sul quadro strumentazione: la lancetta deve raggiungere il “normale” con vettura a 50 km/h in quarta velocità. |
| Raffreddamento                                                             | ad acqua, a circolazione forzata con pompa centrifuga (coassiale con il ventilatore), radiatore del tipo a lamelle, ventilatore ausiliario a 3 pale (diametro cm 35, comandato da una cinghia trapezoidale registrabile facendo ruotare la dinamo); l'impianto è regolato da due termostati, uno posto sulla tubazione (che ha il compito di non lasciar circolare l'acqua sino a quando non abbia raggiunto una certa temperatura) e l'altro posizionato sul radiatore (per comandare la persiana regolatrice, che si apre quando la temperatura dell'acqua sorpassa un determinato valore); capacità circuito (radiatore e motore) litri 10,5. |
| Accensione                                                                 | a spinterogeno; bobina Marelli B5; distributore d'accensione Marelli S53B (anticipo fisso 10°, anticipo automatico 36°; fisso passa a 10°; ordine d'accensione: 1-4-3-6-5-2; candele Marelli CW 175 F da mm 14x1,25 oppure Champion NA 8; apertura punta candele mm 0,6-0,7; apertura contatti distributore mm 0,3-0,4. |
| Alimentazione                                                              | carburatore invertito doppio corpo Solex 30AAI, munito di dispositivo d'avviamento (starter) e di arricchitore (che mantiene la miscela “ricca” finché il motore non si è scaldato).; pompa meccanica AC a membrana; filtri combustibile: nel serbatoio, nella pompa di mandata, nell'entrata del carburatore e, a bicchiere, tra la pompa di mandata ed il carburatore. Dati di regolazione del carburatore: diffusori mm 23-24, getti principali mm 1,15-1,20, getti del minimo 0,45, freno aria mm 2,60-2,70. |
| Impianto elettrico                                                         | a 12 Volt- batteria da 48/50 Ah- dinamo da 200 Watt (Marelli DN22A-200/12/1700D) |
| Trasmissione                                                               | trazione sulle ruote posteriori; frizione, cambio e differenziale in gruppo unico, ancorato al telaio e disposto al retrotreno (allo scopo di aumentare il peso gravante sulle ruote posteriori, diminuire quello gravante sulle ruote anteriori e migliorare l'abitabilità eliminando la protuberanza per il cambio tra gli occupanti del sedile anteriore). L'albero di trasmissione è in due tronchi, con tre supporti (due alle estremità ed uno centrale, tutti flessibili, con 6 settori di gomma. |
| Frizione                                                                   | frizione in blocco unico con cambio e differenziale (blocco unico disposto al retrotreno, come indicato alla voce “trasmissione”) monodisco a secco; corsa del pedale mm 15-20. |
| Cambio                                                                     | cambio in blocco con frizione e differenziale (blocco unico disposto al retrotreno, come indicato alla voce “trasmissione”) a 4 rapporti + retromarcia; scatola del cambio in lega leggera: ingranaggi della retromarcia e della prima marcia a denti dritti, tutti gli altri a denti inclinati e sempre in presa; II, III e IV marcia sincronizzate; rapporti: I=2,86:1;II=1,84:1;III=1,25:1;IV=0,86:1;RM=3,61:1; leva di comando al volante. |
| Rapporto al ponte                                                          | rapporto finale di riduzione, con coppia conica Gleason: a) B52=10/47 (4,700:1); b) B53=9/44 (4,889:1); in ogni caso, sulle Aurelia in genere possono essere montati rapporti con questi valori di riduzione: 4,222:1 (9/38) o 4,273:1 (11/47) o 4,375:1 (8/35) o 4,444:1 (9/40) o 4,454:1 (11/49) o 4,700:1 (10/47) o 4,889:1 (9/44) o 4,900:1 (10/49) o 5,222 (9/47). |
| Scocca                                                                     | autotelaio a piattaforma in acciaio. |
| Sospensioni ant.                                                           | a ruote indipendenti, assale forgiato, foderi telescopici a cannocchiale (sistema Lancia) con molle ad elica cilindriche ed ammortizzatori idraulici interni alle molle (regolabili tramite manette posizionate sulle sommità delle sospensioni); barra di accoppiamento tra le due ruote; dati assale anteriore; a) inclinazione asse fuso a snodo 1°7'- b) inclinazione ruote (camber) 1°51' – c) incidenza: -1° (negativa) – d) convergenza: mm 0-2 (misurata sul cerchio delle ruote). |
| Sospensioni post.                                                          | a ruote indipendenti, con bracci diagonali, molle a spirale cilindrica ed ammortizzatori idraulici a braccio esterno (sistema Armstrong). |
| Impianto frenante                                                          | freni d'esercizio (SABIF), a pedale, idraulici ed agenti sulle 4 ruote, con ceppi ad espansione; freno di stazionamento, a mano, meccanico ed agente sui tamburi delle ruote posteriori; i freni anteriori sono montati normalmente sulle ruote, quelli posteriori sono montati all'uscita dal gruppo frizione-cambio-differenziale; diametro dei tamburi (anteriori e posteriori) cm 28; larghezza dei ceppi dei freni cm 6; superficie totale frenante 1.400 cm2; la impugnatura del comando del freno a mano è posizionata sotto il cruscotto; serbatoio freni idraulici posto nel cofano motore, con quello della sospensione anteriore, munito di pompa di pressione costante e tappo di introduzione astina livello. |
| Sterzo                                                                     | sterzo è a vite senza fine e ruota elicoidale; snodi a sfere sul tirante di comando, boccole elastiche sul tirante di accoppiamento; rapporto tra vite e ruota 4/49; la posizione di guida normale è a destra, ma è prevista la possibilità di ottenere la guida a sinistra e le vetture con tale caratteristica vengono contraddistinte dal suffisso “S” a seguire la normale sigla del modello); diametrod el volante cm 42; diametro sterzata (dato riferito al modello B52 Cabriolet Pininfarina) mt 10,90; giri volante per sterzata completa (da tutto a destra a tutto a sinistra) 3 giri e 3/4. |
| Ruote                                                                      | a disco, in lamiera stampata; B52=cerchio da 165 x 400; B53=185 x 400 |
| Pneumatici                                                                 | misure: B52=165x400; B53=185x400 |
| Passo                                                                      | cm 291,0. |
| Altezza minima da terra                                                    | B52=cm 15,0; B53=cm 16,0 |
| Carreggiate anter-poster                                                   | B52=cm 128,0 e cm 130,0 rispettivamente; B53=cm 129,7 e cm 132,6 rispettivamente |
| Lunghezza x larghezza x altezza                                            | a) autotelaio B52/B53=cm 409,0 x cm 146,0 (altezza: dato N.D); b) Cabriolet B52 Pininfarina=cm 475,0 x cm 165,0 x cm 150,0 |
| Peso a vuoto                                                               | autotelaio Kg 785 circa; peso vetture carrozzate, in ordine di marcia: a) Cabriolet B50 Pininfarina=Kg 1250 circa; b) Giardinetta B51 Viotti=Kg 1300 circa |
| Serbatoio carburante                                                       | capacità litri 60, di cui 6 di riserva; indicatore livello sul quadro porta-apparecchi del cruscotto ed asta graduata per misurazione diretta (solidale col tappo introduzione carburante); rubinetto riserva a due posizioni (a sinistra= riserva esclusa; a destra=riserva inserita). |
| Velocità massima                                                           | a seconda del tipo e del peso della carrozzeria: compresa tra 133 e 145 km/h; le Cabriolet B52 di Pininfarina sono accreditate di una velocità massima di 140 km/h, mentre le Giardinette B53 hanno una velocità massima di 133 km/h. Le velocità massime (in Km/h) nelle varie marce sono comprese tra i seguenti valori: I=tra 40 e 43; II=tra 62 e 67; III=tra 91 e 99; IV=tra 133 e 145; retromarcia: tra 31 e 34 |
| Consumo                                                                    | medio, stimato, compreso tra 11,5 e 13 litri ogni 100 km a seconda del tipo e del peso della carrozzeria montata |
| Tassa di circolazione                                                      | Potenza fiscale in Italia CV 23; bollo di circolazione: nel 1952=Lire 45.000 nel 1955=Lire 76.500 |
| Prezzo in Italia                                                           | Nel 1952: Autotelaio nudo B52=Lire 1.580.000 Autotelaio nudo B53=Lire 1.595.000 Cabriolet B52 Pininfarina=Lire 2.885.000 Coupé B52 Stabilimenti Farina=Lire 2.885.000 Giardinetta B53 Viotti=Lire 2.508.000 Nel 1952/53: PF200 Pininfarina=Lire 3.850.000 |

## Autotelaio B60S
Si ha notizia che la Lancia abbia costruito nel 1953, in un unico esemplare numerato B60S-1001, un autotelaio speciale con sospensioni a quattro ruote indipendenti (quindi simile al B52), munito di un motore del tipo B20 (di cui non è possibile definire con certezza la cilindrata, che probabilmente era di 2 litri ma che, in linea teorica, potrebbe anche essere stata di 2,5 litri). Questo autotelaio pare fosse destinato ad una vettura speciale per la Polizia, costruita su specifiche ministeriali.

Una segnalazione: risulta in forze alla Polizia di Stato Italiana, in quegli anni, una vettura realizzata su scocca dell'Aurelia berlina (tipo B21/B22). Una immagine di questa vettura appare a pagina 17 del numero 31 (anno 1990) della bella rivista italiana “Ruoteclassiche”. Naturalmente non è detto che questa berlina corrisponda all'autotelaio B60S.

## Autotelai B55-B55S-B56-B56S
- - Periodo di produzione: 
    - tipo B55, B55S e B56: biennio 1955-1956
    - tipo B56S: anno 1955

  - Modelli:
    - tipo B55, autotelaio per carrozzerie fuoriserie, con guida a destra
    - tipo B55S, autotelaio per carrozzerie fuoriserie, con guida a sinistra
    - tipo B56, autotelaio per carrozzerie fuoriserie più pesanti con guida a destra
    - tipo B56S, autotelaio per carrozzerie fuoriserie più pesanti con guida a sinistra

  - Motore: tipo B12
  - Numerazione progressiva:
    - tipo B55: da 1001 a 1005  (1002,1003 e 1005 trasformati in B56)
    - tipo B55S: da 1001 a 1008 (1005 e 1006 trasformati in B56S)
    - tipo B56: da 1001 a 1005 (di cui 1002, 1003 e 1005 già B55)(il numero 1004 non è stato utilizzato)
    - tipo B56S: da 1005 a 1006 (entrambi già B55S)

  - Unità prodotte:
    - tipo B55: 2
    - tipo B55S: 6
    - tipo B56: 4
    - tipo B56S: 2
    - totale: 14

  - Caratteristiche principali:
 motore : anteriore a 6 cilindri a V di 2266,37 cm³, potenza 87 HP a 4300 giri, valvole in testa; struttura : autotelaio a piattaforma, sospensioni anteriore a ruote indipendenti, sospensione posteriore tipo De Dion a ruote semindipendenti;trasmissione con trazione alle ruote posteriori, cambio a 4 rapporti+retromarcia;dimensioni e peso:  passo cm 291, lunghezza e larghezza del telaio non carrozzato cm 409 e cm 146 rispettivamente, peso Kg 800 circa;velocità max: compresa fra 135 e 150 km/h a seconda della carrozzeria montata e del rapporto al ponte adottato.

Nel 1954, quando esce la “seconda serie” dell'Aurelia berlina con il motore da 2,3 litri, termina la costruzione degli autotelai (B52, B53) destinati ai carrozzieri. Nel biennio successivo (1955-56), tuttavia, stando ai registri di produzione della Lancia, vengono ancora costruiti 14 autotelai muniti del motore da 2266 cm³. Questa limitatissima produzione viene contraddistinta dalle sigle B55 e B56, che, come nel caso delle precedenti B52 e B53, identificano due autotelai diversi tra loro soltanto per il valore del rapporto al ponte adottato.
In buona sostanza, questi autotelai B55 e B56 (B55S e B56S se con guida a sinistra) vengono utilizzati per “uso interno” della Casa oppure come base per alcune creazioni molto particolari di Pininfarina: un telaio B55 (con passo accorciato) che dà origine all'ultima coupé della serie PF200, un telaio B56 che viene carrozzato a limousine, più  4 o 5 telai B56 che ospitano le carrozzerie della serie “Florida”. Da notare che un autotelaio di questa serie risulta anche ceduto a Ghia, che vi realizza una coupé. Rimane infine il mistero sull'esemplare di “Florida 2” uscito nell'autunno del 1957, che potrebbe essere stato concepito partendo da uno di questi autotelai.
| Caratteristiche tecniche Lancia Aurelia autotelai 2266 cm³ - mod. B55-B55S-B56-B56S | |
| Motore                                                                              | tipo "B12"; anteriore, longitudinale, monoblocco; blocco motore in lega leggera, canne cilindri riportate in ghisa (intercambiabili), pistoni in lega d'alluminio, con cinque anelli (tre di compressione e due raschiaolio). testate in lega d'alluminio con sedi delle valvole riportate, in bronzo durissimo; camere di scoppio emisferiche; albero motore (molto corto) in acciaio speciale, temprato, contrappesato e ruotante su 4 supporti a guscio sottile; bielle in acciaio stampato con le boccole del perno dello stantuffo in bronzo; cuscinetti di banco e di biella in bronzo, guarniti d'antifrizione; collettore di aspirazione riscaldato dall'acqua del radiatore. Il motore è fissato alla scocca su blocchi di gomma; peso del motore senza acqua e senza olio, ma completo di dinamo e motorino di avviamento) Kg 155. |
| Numero e posizione cilindri                                                         | 6 cilindri a V (60°). |
| Cilindrata                                                                          | cmc 2266,37 (alesaggio mm 75,00 - corsa mm 85,50). |
| Distribuzione                                                                       | albero a camme centrale (posto cioè nell'angolo formato dalle due file di cilindri) mosso da una catena doppia, a rulli (mantenuta in tensione da un pignone il cui supporto, scorrevole, è caricato dalla pressione esistente nei condotti di lubrificazione del motore); valvole in testa, inclinate di 26° rispetto all'asse del cilindro, azionate da bilancieri (in acciaio speciale, molto corti) e da aste (tubolari, in duralluminio): ogni coppia di bilancieri è sopportata da un paio di cuscinetti in ghisa. Il registro del gioco del comando della valvola si effettua con vite a testa sferica e dado, sul braccio del bilanciere azionato dall'asta; gioco valvole: aspirazione mm 0,25- scarico mm 0,35. Messa in fase della distribuzione: a) aspirazione: inizio apertura 25° prima del P.M.S. (Punto Morto Superiore), fine chiusura 63° dopo il P.M.I. (Punto Morto Inferiore): b) scarico: inizio apertura: 45° prima del P.M.I., fine chiusura: 11° dopo il P.M.S. |
| Rapporto di compressione                                                            | 7,40:1 |
| Potenza max                                                                         | 87 HP a 4.300 giri/minuto; il regime massimo possibile è di 4.800 giri/minuto. |
| Coppia massima                                                                      | 16 mkg a 2500-3000 giri /minuto. |
| Lubrificazione                                                                      | forzata, con pompa ad ingranaggi e valvola limitatrice della pressione; filtro olio Carello, tipo FRAM, del tipo “a cartuccia” sul lato sinistro del motore; capacità circuito circa Kg 4,0 ((Kg. 4,5 con filtri e tubazioni); manometro pressione olio sul quadro strumentazione: la lancetta deve raggiungere il “normale” con vettura a 50 km/h in quarta velocità. |
| Raffreddamento                                                                      | ad acqua, a circolazione forzata con pompa centrifuga (coassiale con il ventilatore), radiatore del tipo a lamelle, ventilatore ausiliario a 3 pale (diametro cm 35, comandato da una cinghia trapezoidale registrabile facendo ruotare la dinamo); l'impianto è regolato da due termostati, uno posto sulla tubazione (che ha il compito di non lasciar circolare l'acqua sino a quando non abbia raggiunto una certa temperatura) e l'altro posizionato sul radiatore (per comandare la persiana regolatrice, che si apre quando la temperatura dell'acqua sorpassa un determinato valore); capacità circuito litri 10,5. (di cui litri 4,3 radiatore). |
| Accensione                                                                          | a spinterogeno; bobina Marelli B5; distributore d'accensione Marelli S53C (anticipo fisso 10°, anticipo automatico 36°; ordine d'accensione: 1-4-3-6-5-2; candele Marelli CW 200 B da mm 14x1,25; apertura punta candele mm 0,5-0,6; apertura contatti distributore mm 0,3-0,4. |
| Alimentazione                                                                       | carburatore invertito doppio corpo Solex 35 PAAI; pompa meccanica AC a membrana; filtri combustibile: nel serbatoio, nella pompa di mandata, nell'entrata del carburatore e, a bicchiere, tra la pompa di mandata ed il carburatore. Dati di regolazione del carburatore: diffusori mm 26, getti principali mm 1,35, getti del minimo 0,55, freno aria mm 2,60, getto pompa mm 0,45. |
| Impianto elettrico                                                                  | a 12 Volt- batteria da 50 Ah- dinamo da 200 Watt (Marelli DN22A-200/12/1700D con regolatore staccato IR 15 A-200/12) |
| Trasmissione                                                                        | trazione sulle ruote posteriori; frizione, cambio e differenziale in gruppo unico, ancorato al telaio e disposto al retrotreno (allo scopo di aumentare il peso gravante sulle ruote posteriori, diminuire quello gravante sulle ruote anteriori e migliorare l'abitabilità eliminando la protuberanza per il cambio tra gli occupanti del sedile anteriore). L'albero di trasmissione è unico, con due supporti intermedi e giunti di estremità speciali a settori di gomma muniti di centratore. |
| Frizione                                                                            | frizione in blocco unico con cambio e differenziale (blocco unico disposto al retrotreno, come indicato alla voce “trasmissione”) monodisco a secco; superficie di attrito cm2 175x2; corsa del pedale mm 15-20. |
| Cambio                                                                              | cambio in blocco con frizione e differenziale (blocco unico disposto al retrotreno, come indicato alla voce “trasmissione”) a 4 rapporti + retromarcia; scatola del cambio in lega leggera: ingranaggi della retromarcia e della prima marcia a denti dritti, tutti gli altri a denti inclinati e sempre in presa; II, III e IV marcia sincronizzate; rapporti: I=2,86:1;II=1,84:1;III=1,25:1;IV=0,86:1;RM=3,61:1; leva di comando al volante. |
| Rapporto al ponte                                                                   | coppia conica Gleason; rapporto di riduzione: a) mod. B55 e B55S= 11/49 (4,454:1); b) mod. B56 e B56S=9/46 (5,111:1) |
| Scocca                                                                              | autotelaio a piattaforma in acciaio. |
| Sospensioni ant.                                                                    | a ruote indipendenti, assale forgiato, foderi telescopici a cannocchiale (sistema Lancia) con molle ad elica cilindriche ed ammortizzatori idraulici interni alle molle (regolabili tramite manette posizionate sulle sommità delle sospensioni); barra di accoppiamento tra le due ruote; dati assale anteriore; a) inclinazione asse fuso a snodo 1°7'- b) inclinazione ruote (camber) 1°51' – c) incidenza: -1° (negativa) – d) convergenza: mm 0-2 (misurata sul cerchio delle ruote). |
| Sospensioni post.                                                                   | si stima che questi autotelai abbiano la stessa sospensione adottata dalla berlina seconda serie, ovvero a ruote semindipendenti (schema De Dion) con assale rigido, bracci di reazione e semiassi oscillanti, balestre longitudinali semiellittiche (non richiedenti lubrificazione); ammortizzatori idraulici telescopici tipo SABIF. Non è però totalmente da escludere l'ipotesi che essi abbiano mantenuto invece lo schema delle precedenti B52 e B53 a ruote indipendenti con bracci diagonali e molle a spirale cilindrica |
| Impianto frenante                                                                   | freni d'esercizio (SABIF), a pedale, idraulici ed agenti sulle 4 ruote, con ceppi ad espansione; freno di stazionamento, a mano, meccanico ed agente sui tamburi delle ruote posteriori; i freni anteriori sono montati normalmente sulle ruote, quelli posteriori sono montati all'uscita dal gruppo frizione-cambio-differenziale; diametro dei tamburi anteriori cm 30, diametro tamburi freni posteriori cm 28; superficie totale frenante 1.600 cm2; la impugnatura del comando del freno a mano è posizionata sotto il cruscotto; serbatoio freni idraulici posto nel cofano motore, con quello della sospensione anteriore, munito di pompa di pressione costante e tappo di introduzione astina livello. |
| Sterzo                                                                              | sterzo è a vite senza fine e ruota elicoidale; snodi a sfere sul tirante di comando, boccole elastiche sul tirante di accoppiamento; rapporto tra vite e ruota 3/40; la posizione di guida normale è a destra, ma è prevista la possibilità di ottenere la guida a sinistra e le vetture con tale caratteristica vengono contraddistinte dal suffisso “S” a seguire la normale sigla del modello); diametrod el volante cm 42,5; giri volante per sterzata completa (da tutto a destra a tutto a sinistra) 4. |
| Ruote                                                                               | a disco, in lamiera stampata, con cerchio da 165 x 400 |
| Pneumatici                                                                          | misure: a) B55-B55S= 165x400; b) B56-B56S= 185x400; i dati sono stimati, in quanto è possibile che tutti gli autotelai abbiano montato gomme da 165x400 |
| Passo                                                                               | cm 291,0 (qualche fonte indica cm 290,0) |
| Carreggiate anter-poster                                                            | a) B55-B55S=cm 128,0 e cm 130,0 rispettivamente; b) B56-B56S=cm 129,7 e cm 132,6 rispettivamente; i dati sono stimati, in quanto è possibile che tutti gli autotelai avessero le misure di cm 128,0 anteriormente e cm 130,0 posteriormente. |
| Lunghezza x larghezza x altezza                                                     | (autotelaio nudo) cm 409,0 x cm 146,0 (altezza: dato N.D); |
| Peso a vuoto                                                                        | (autotelaio nudo) Kg 800 circa. |
| Serbatoio carburante                                                                | capacità litri 55-60 circa, di cui 6-7 di riserva; indicatore livello sul quadro porta-apparecchi del cruscotto; rubinetto riserva a due posizioni (a sinistra= riserva esclusa; a destra=riserva inserita). |
| Velocità massima                                                                    | a seconda del tipo e del peso della carrozzeria: compresa tra 135 e 150 km/h. Le velocità massime (in Km/h) nelle varie marce sono comprese tra i seguenti valori: I=tra 40 e 45; II=tra 63 e 70; III=tra 93 e 103; IV=tra 135 e 150; retromarcia: tra 32 e 35 |
| Consumo                                                                             | medio, stimato, compreso tra 12 e 13 litri ogni 100 km a seconda del tipo e del peso della carrozzeria montata |
| Tassa di circolazione                                                               | Potenza fiscale in Italia CV 25; bollo di circolazione: nel 1955: Lire 86.700 nel 1956/57: Lire 82.631 |